# کنت دراکولا
کنت دراکولا (به انگلیسی: Count Dracula) شخصیتی داستانی و آنتاگونیست اصلی دراکولا برام استوکر در سال ۱۸۹۷ است. این شخصیت به عنوان خون‌آشام توصیف شده‌است. برخی از حالات و نمودهای این شخصیت از شاهزادهٔ قرن پانزدهمی ولاد سوم از والاچیا گرفته شده‌است.
رمان برام استوکر به‌شکل رمان نامه‌نگارانه نوشته شده و در آن برخی ویژگی‌ها، قدرت‌ها، توانایی‌ها و نقاط ضعف دراکولا توسط راویان متعدد و از دیدگاه‌های مختلف نقل شده‌است.

## خوانش بیشتر
- دراکولا
- ولاد سوم
- الیزابت باتوری